# St. Antonius von Padua (Dähre)

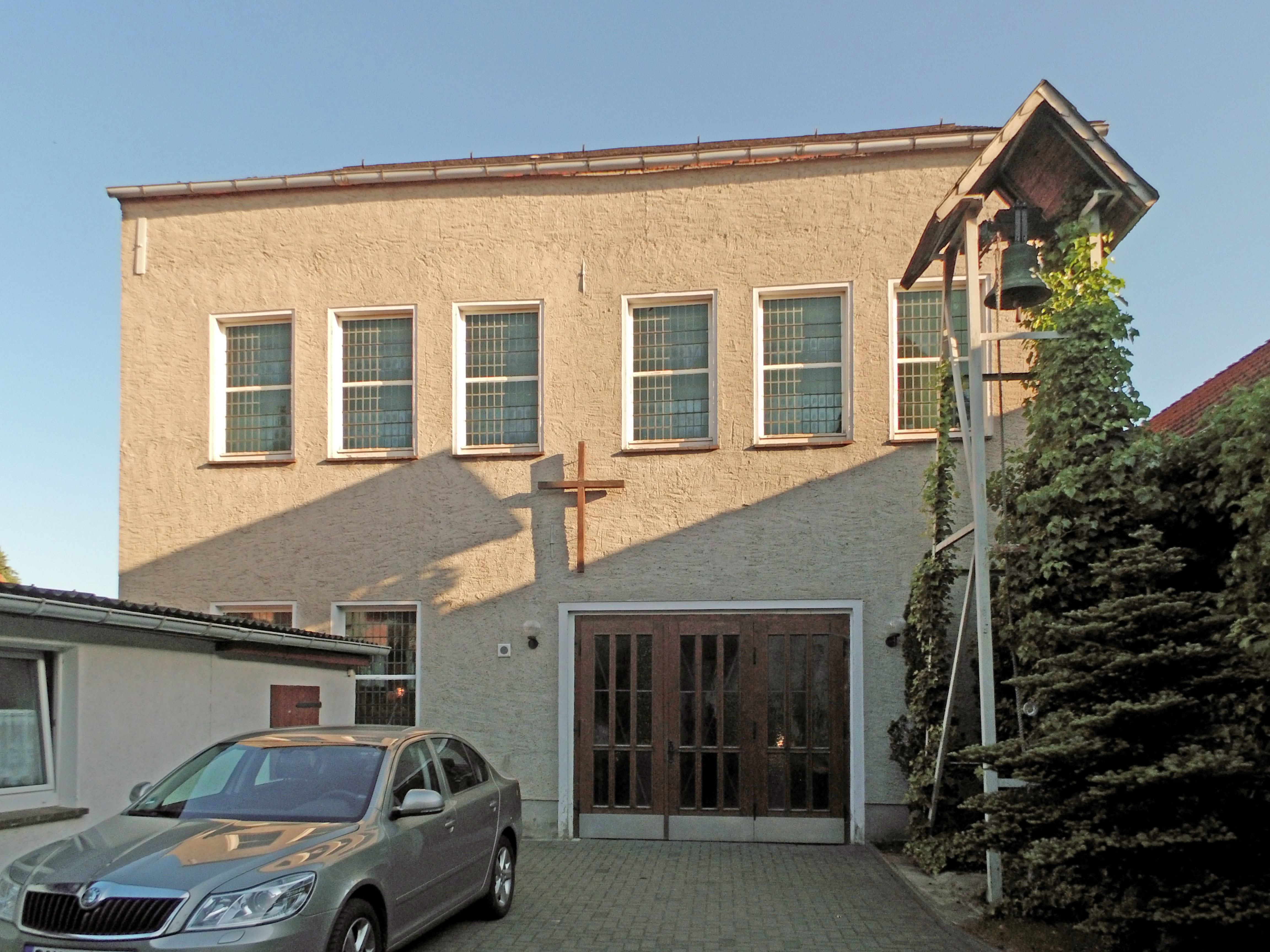
Außenansicht (2014)

Die Kirche Sankt Antonius von Padua war die katholische Kirche in Dähre, einer Gemeinde im Altmarkkreis Salzwedel im Nordwesten von Sachsen-Anhalt. Sie gehörte zur Pfarrei „St. Laurentius“ mit Sitz in Salzwedel und war die westlichste Kirche im Dekanat Stendal des Bistums Magdeburg. Die nach dem heiligen Antonius von Padua benannte Kirche hatte die Adresse Friedensstraße 34.

## Geschichte
Mit der Einführung der Reformation im Jahre 1540 durch Joachim II., Markgraf von Brandenburg, wurden die Bevölkerung von Dähre, das damals zum Bistum Verden gehörte, und die Andreaskirche in Dähre evangelisch-lutherisch.
1852 wurde Salzwedel Sitz einer Missionsvikarie, die unter anderem auch das etwa 22 Kilometer entfernt gelegene Dähre umfasste. 1920 wurde die Missionsvikarie Salzwedel zur Pfarrei erhoben.
1933 zeigte eine Volkszählung, dass von den 844 Einwohnern Dähres 9 katholisch waren. 1937 erwarb der Salzwedeler Pfarrer Bernhard Speckenmeier in Dähre ein Grundstück, in den ersten Jahren danach fand der Gottesdienst im als Kapelle eingerichteten Wohnzimmer des dortigen Wohnhauses statt.
Auf Ersuchen von Bernhard Speckenmeier errichtete Caspar Klein, Erzbischof des Erzbistums Paderborn, zu dem Dähre damals gehörte, am 22. Januar 1941, wenige Tage vor seinem Tod, in Dähre eine Kuratie, um Leo Kahler, der seit 1939 Vikar von Salzwedel war, unabkömmlich zu stellen. Mit Leo Kahler hatte Dähre vom 23. Januar 1941 an den ersten ortsansässigen Priester, und am 1. Februar 1941 wurde Dähre Sitz der Kuratie. 1943 wurden 355 zur Kuratie Dähre gehörende Katholiken genannt.
Nach dem Zweiten Weltkrieg vergrößerte sich die Zahl der Katholiken im Raum Dähre durch den Zuzug von katholischen Flüchtlingen und Heimatvertriebenen aus den Ostgebieten des Deutschen Reiches. Um 1948/49 wurde der Kuratie vom Gut Langenapel eine Glocke geschenkt, für die ein Turm errichtet wurde. Anfang der 1950er Jahre wurde in der auf dem Grundstück befindlichen Scheune die Kirche eingerichtet. Etwa 10 Jahre später wird sie neu eingerichtet und mit neuen Kirchenbänken ausgestattet. In den Folgejahren wurde eine Marienstatue aus dem Eichsfeld angeschafft.
1978 gehörten zur Kuratie Dähre rund 490 Katholiken. Herbert Kabath war bis Herbst 1979 der letzte ortsansässige Priester, danach wurde Dähre wieder von den Pfarrern aus Salzwedel betreut. Am 8. Juli 1994 wurde das Bistum Magdeburg gegründet, dem Dähre seitdem angehört. 1998 bekam Dähre eine zuvor in Salzwedel befindliche Antoniusstatue.
Am 1. Oktober 2006 wurde der Gemeindeverbund „Salzwedel-Apenburg-Arendsee-Dähre“ gegründet. Damals gehörten nur noch rund 220 Katholiken zur Kuratie Dähre. Am 2. Mai 2010 verschmolz der Gemeindeverbund zur heutigen Pfarrei Salzwedel, die Kuratie Dähre wurde in diesem Zusammenhang aufgelöst. Die Volkszählung in der Europäischen Union 2011 zeigte, dass von den 1541 Einwohnern der politischen Gemeinde Dähre 70, und damit rund 4,5 %, der römisch-katholischen Kirche angehörten.
Am 23. Mai 2015 fand der letzte Gottesdienst statt, das Grundstück mit Kirche und Pfarrhaus wurde an privat verkauft. Danach fanden katholische Gottesdienste in Dähre im evangelischen Gemeinderaum statt, bis der Salzwedeler Pfarrer Andreas Müller im Jahre 2018 in den Ruhestand trat und die Stelle aufgrund des Priestermangels nicht mehr besetzt wurde. Heute gehören Katholiken in Dähre zur Pfarrei Salzwedel, nähergelegen sind jedoch die Kirchen St. Bonifatius (Bad Bodenteich) und Maria Königin (Wittingen), die beide im Bistum Hildesheim liegen.

## Architektur und Ausstattung
Die Kirche befand sich hinter dem an der Straße gelegenen Pfarrhaus, sie wurde im Obergeschoss einer schon bestehenden, in rund 46 Meter Höhe über dem Meeresspiegel gelegenen Scheune eingerichtet. An ihrer Eingangsseite befand sich ein Kreuz. Zu ihrer Innenausstattung gehörte unter anderem ein Beichtstuhl und ein Harmonium. Im Flur des Erdgeschosses befand sich einer Nische eine Statue des Schutzpatrons der Kirche, des heiligen Antonius von Padua. Zwei Bilder zeigten den Turmbau zu Babel und die Sintflut. Im Erdgeschoss befand sich auch der Gemeinderaum und die Toilette. Im Gemeinderaum fanden in den letzten Jahren vor der Profanierung der Kirche auch die Gottesdienste statt, um älteren Gemeindemitgliedern den Zugang zu erleichtern, da die Kirche nur über eine Treppe erreichbar war. Er war unter anderem mit einem Altar, einem Kruzifix, einer Marienstatue und 14 Kreuzwegstationen ausgestattet. Vor der Kirche befand sich ein freistehender metallener Turm mit einer Glocke, die seit 2017 in der St.-Laurentius-Kirche in Salzwedel hängt.

## Bilder (2014)

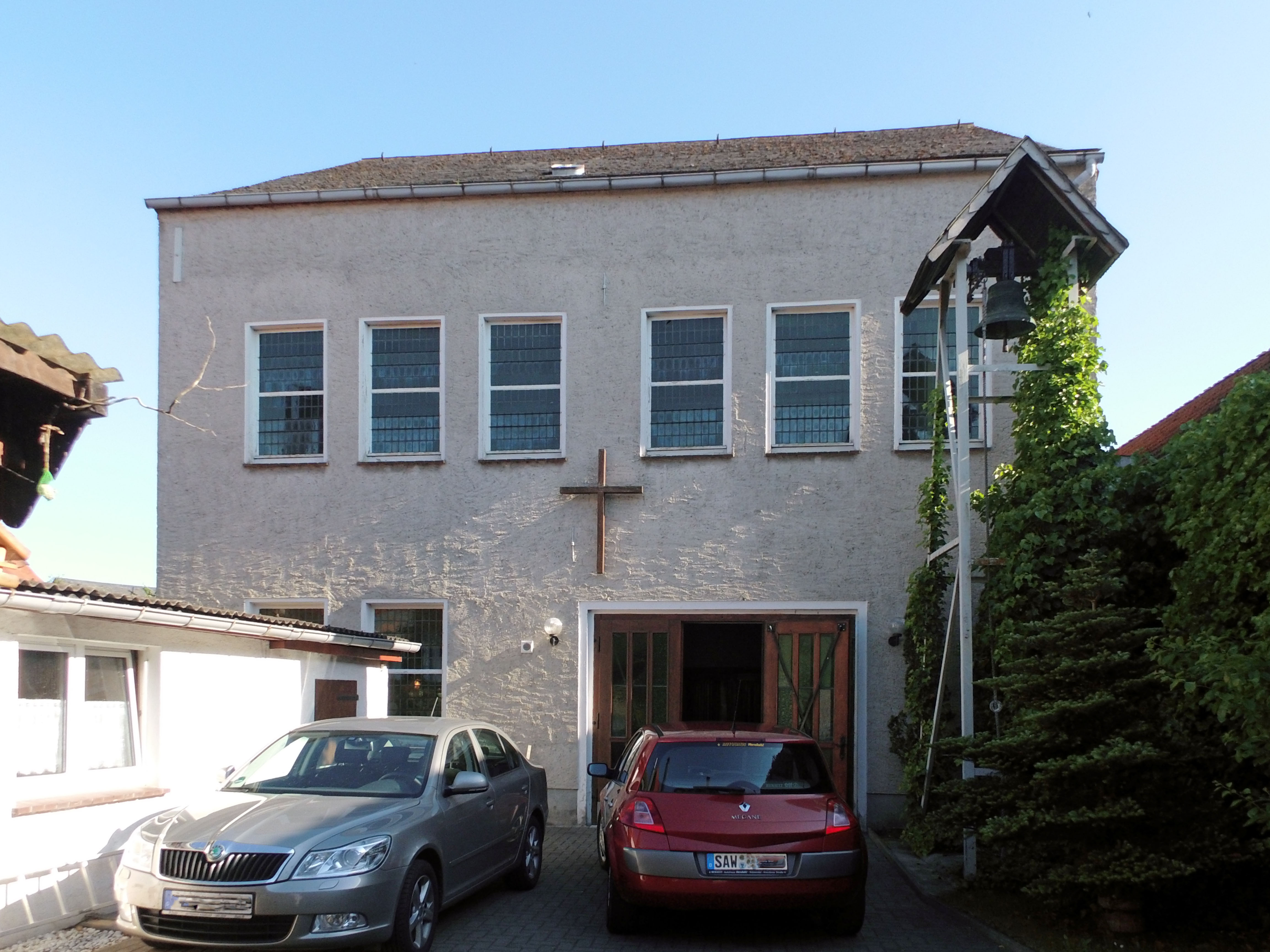
Außenansicht der Kirche
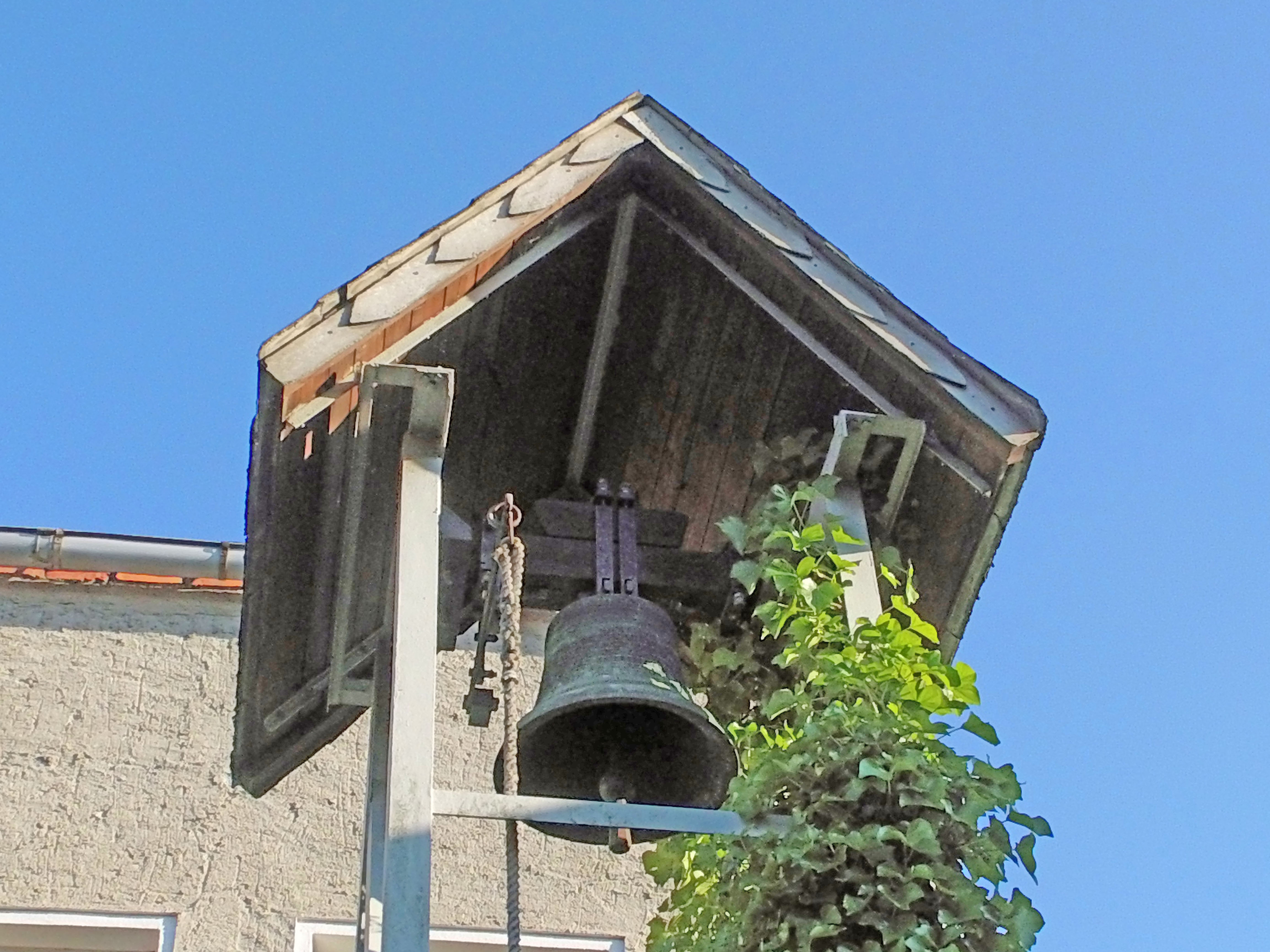
Glocke
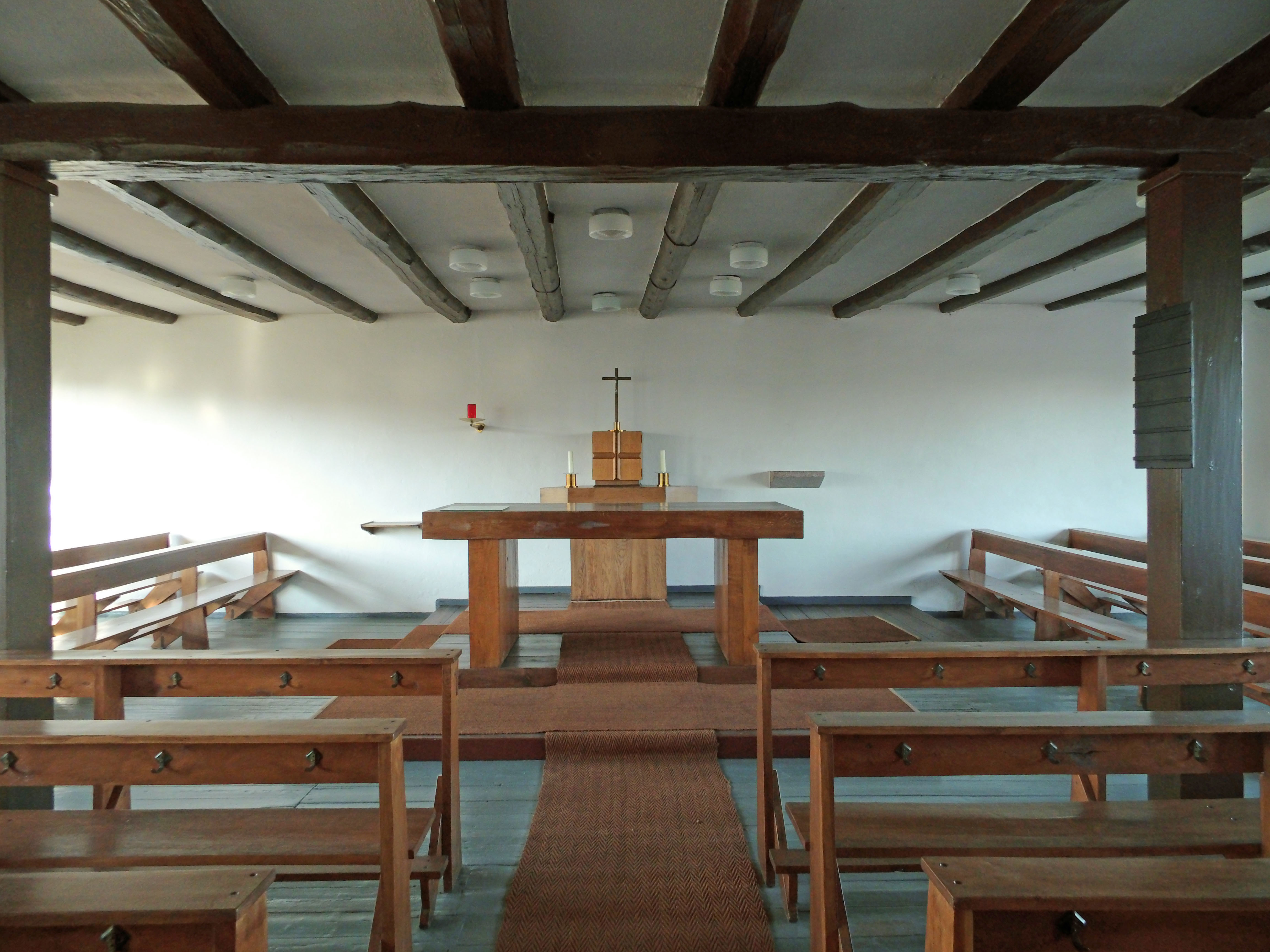
Innenansicht der Kirche
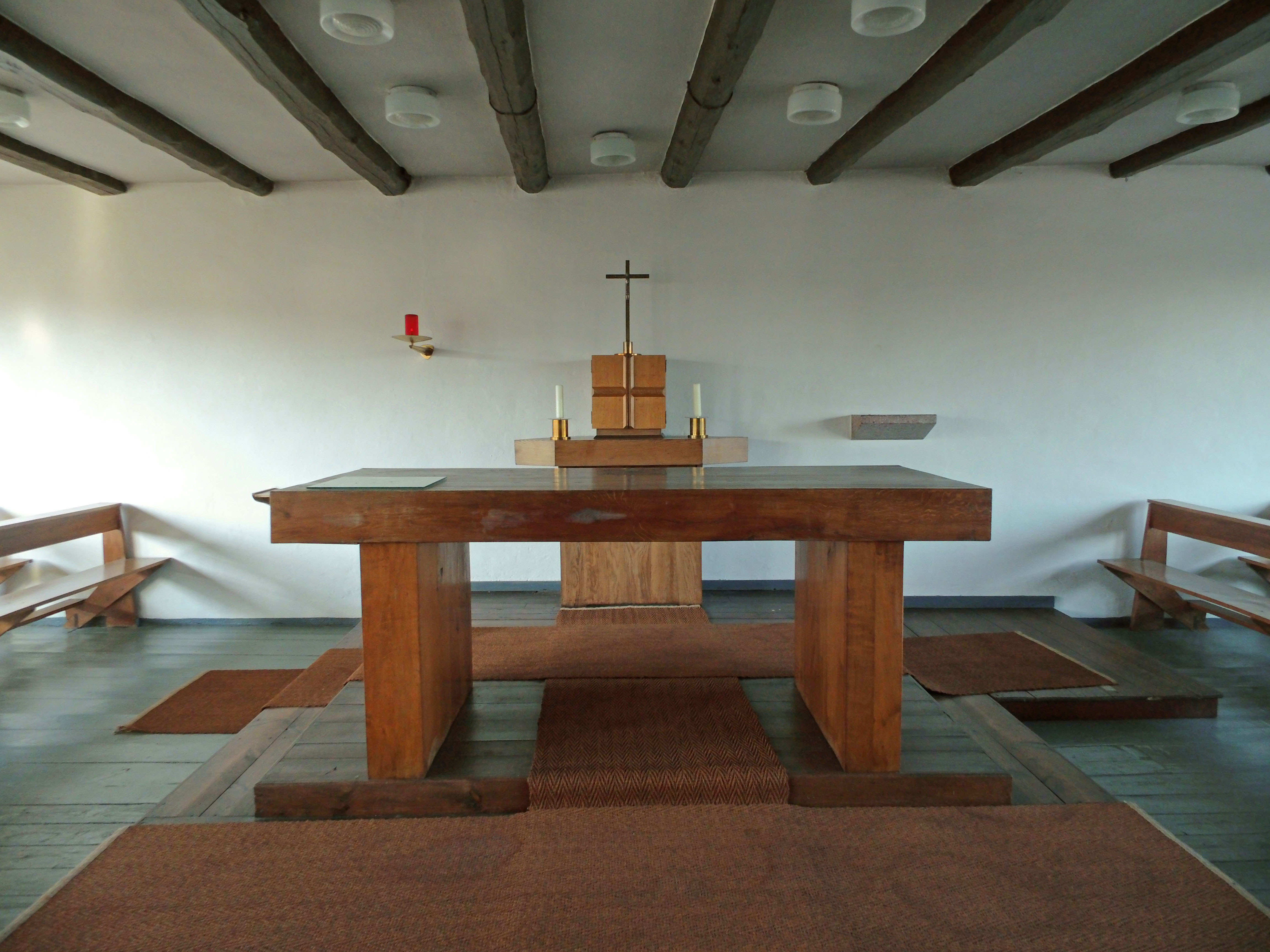
Altar der Kirche
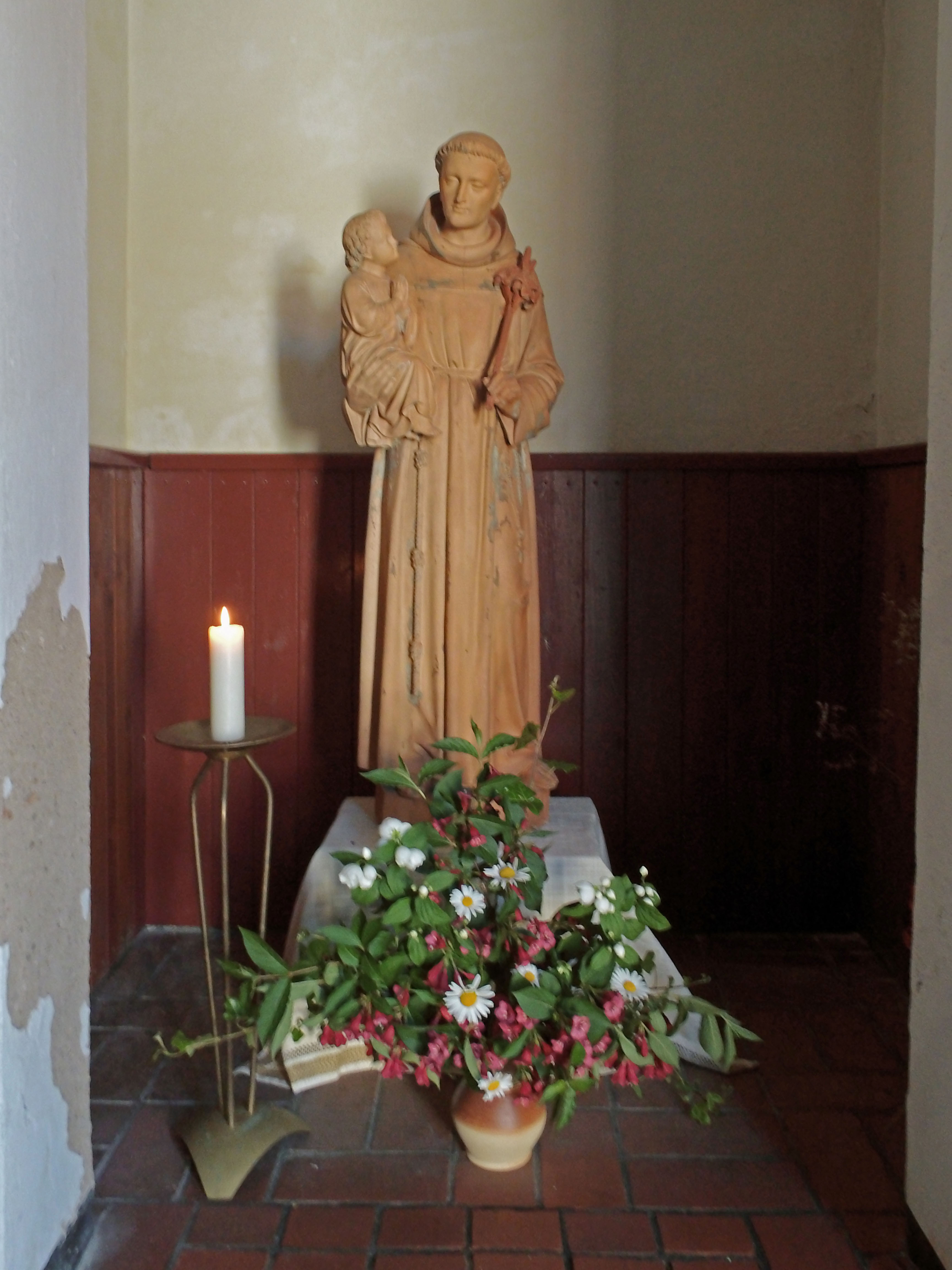
Statue des Hl. Antonius v. Padua
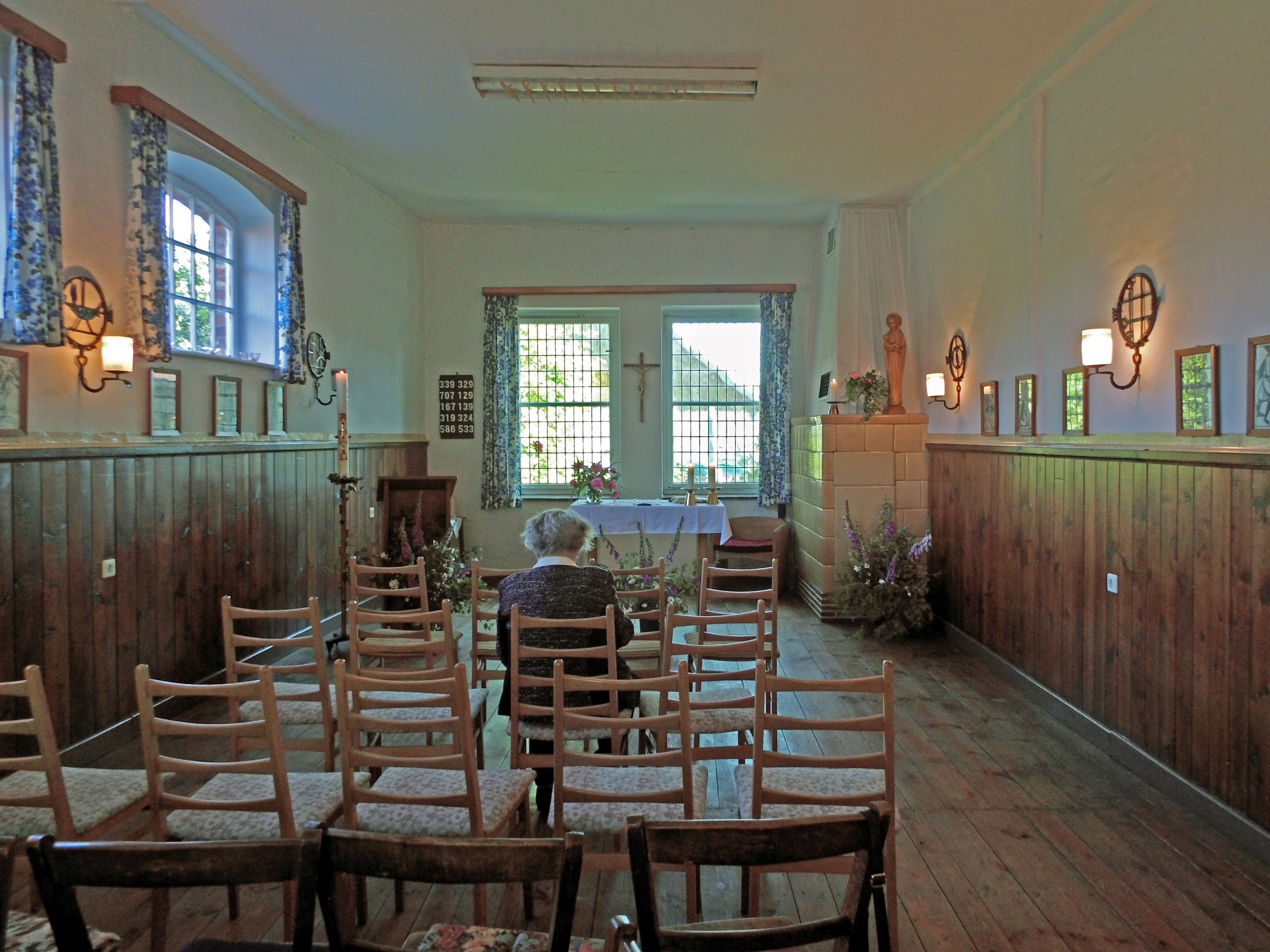
Gemeinderaum, zum Gottesdienst vorbereitet